# Sémiotique de la culture
La sémiotique de la culture est un domaine de recherche à l'intérieur de la sémiotique qui tente de définir la culture du point de vue sémiotique et comme un type de l'activité symbolique, la création de signes et une façon de donner un sens à ce qui l'entoure. La culture est comprise comme un système de symboles ou de signes significatifs. Parce que le signe principal est le système linguistique, le domaine est généralement désigné comme la sémiotique de la culture et de la langue. En vertu de ce champ d'étude des symboles sont analysés et classés dans certaines hiérarchies. Avec la postmodernité, ces conceptions méta-narratives ne sont plus aussi omniprésentes, et donc la catégorisation de ces symboles dans cet âge post-moderne est plus difficile et plutôt critique.
Le domaine de la recherche était un intérêt particulier pour l'École de Tartu-Moscou (URSS puis Estonie). Les linguistes et les sémioticiens de l'École Tartu considèrent la culture comme une hiérarchie sémiotique de système composée d'un ensemble de fonctions de corrélation, et les codes linguistiques utilisés par l'ensemble des groupes sociaux pour en assurer la cohérence. Ces codes sont considérés comme des superstructures basées sur le langage naturel, et ici la capacité de l'homme à la symboliser est primordiale.
L'étude a bénéficié d'une recherche de terrain au Japon où l'idée que la culture et la nature ne doivent pas être mises en contraste mais plutôt harmonisées a été développée.